# Koninklijke Landmacht
Die Koninklijke Landmacht (wörtlich „Königliches Heer“) ist die bewaffnete Landstreitmacht der niederländischen Streitkräfte.

## Allgemeines
Das königlich niederländische Heer bildet mit ungefähr 15.300 Soldaten die größte Teilstreitkraft der niederländischen Streitkräfte. Etwa 2.000 Soldaten sind weiblich und weitere 3.000 zivile Mitarbeiter arbeiten für das Heer.
Seit November 2005 ist die königliche niederländische Armee keine eigenständige Organisation mit eigenem Kommandeur mehr. Die operativen Einheiten der Armee wurden in das Königliche Niederländische Armeekommando (Commando Landstrijdkrachten (CLAS)) integriert. Das CLAS ist für die Ausbildung, Bereitschaft, Wartung und Nachsorge zuständig. Der Kommandeur der Königlichen Niederländischen Armee (C-LAS) leitet dieses Kommando der Landstreitkräfte. Seit August 2019 ist dies Generalleutnant Martin Wijnen. Die anderen Komponenten der Landstreitkräfte wurden mit ähnlichen Komponenten der Marine und der Luftwaffe zu zwei unterstützenden Verteidigungskomponenten zusammengelegt: die Defence Materiel Organisation (DMO) und das Defensie Ondersteuningscommando (DOSCO). Als operatives Kommando der niederländischen Streitkräfte ist das Königlich Niederländische Armeekommando direkt dem Befehlshaber der Streitkräfte unterstellt.
Der Kern der königlichen niederländischen Armee besteht aus drei Kampfbrigaden: 11 Luchtmobiele Brigade, 13 Leichte Brigade und 43 Gemechaniseerde Brigade. Sondereinsätze der Armee werden von Soldaten des Kommandokorps durchgeführt. Das Einsatzführungskommando Land leistet landesweite fachliche Unterstützung in allen denkbaren Bereichen. Schulungen, Umschulungen und Kurse werden vom Ausbildungs- und Trainingskommando angeboten. Alle operativen Einheiten werden vom Stab des Königlichen Heereskommandos unter der Leitung des Befehlshabers des königlichen Heeres befehligt.
Zu den Einsatzzielen der königlichen niederländischen Armee gehören der Schutz des Königreichs und verbündeter Gebiete, der Schutz und die Förderung der internationalen Rechtsordnung und Stabilität sowie die Unterstützung ziviler Behörden bei der nationalen und internationalen Strafverfolgung, Katastrophenhilfe und humanitärer Hilfe. Diese Ziele sind im jährlichen Staatshaushalt des Verteidigungsministeriums festgeschrieben.
Zwischen 2014 und 2023 wurden alle drei Kampfbrigaden der Koninklijke Landmacht Divisionen des Heeres der Bundeswehr unterstellt. Die niederländischen Kampfbrigaden stellen Austauschoffiziere für die Kommandantur der überstellten deutschen Divisionen, im Gegenzug stellt die Bundeswehr ihrerseits Austauschoffiziere für die Stäbe der Kampfbrigaden.

## Gliederung

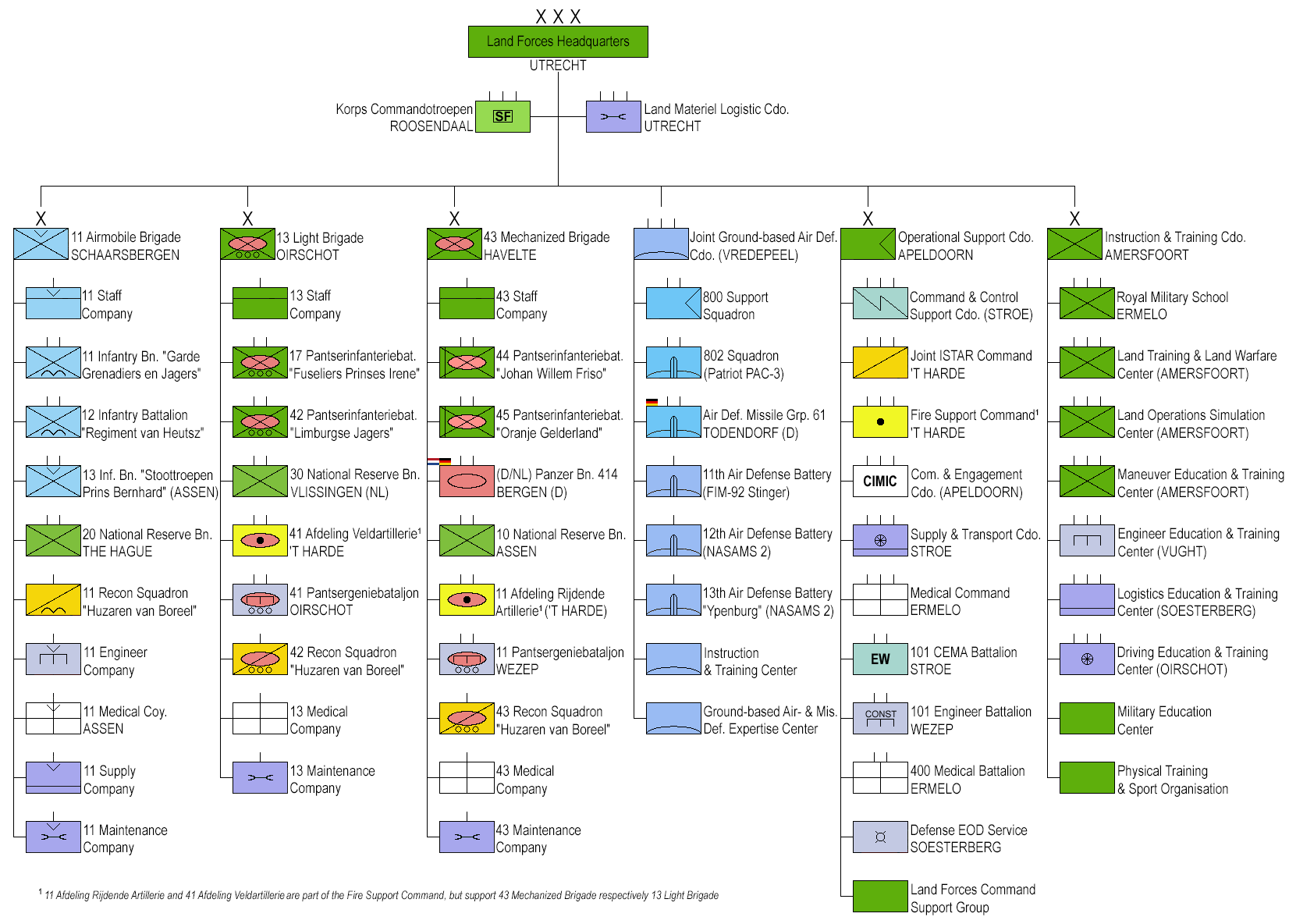
Niederländisches Heer, Gliederung 2025

### CLAS
Die Königliche Niederländische Armee wird vom Hauptquartier in der Kromhout-Kaserne in Utrecht aus geleitet. Geführt wird das CLAS durch den Commandant Landstrijdkrachten (C-LAS), unterstützt von einem Stellvertreter und dem Führungsstab. Das Kommando führt sowohl Kampfverbände, als auch regionale Unterstützungseinheiten. Dazu gehören:

#### Kampfbrigaden
11 Luchtmobiele Brigade (11. luftbewegliche Brigade), in Assen
 13 Lichte Brigade (13. leichte Brigade), in Oirschot
 43 Gemechaniseerde Brigade (43. mechanisierte Brigade), in Havelte

#### Spezialkräftekommando
Korps Commandotroepen (Spezialkräftekommando), in Roosendaal
Unter dem Spezialkräftekommando fallen alle Spezialkräfte. Das Kommando gliedert sich wie folgt:
- Stabs- und Versorgungskompanie (Stafverzorgings- en instructiecompagnie)
- Kommandokompanie 103 (103 Commandotroepencompagnie)
- Kommandokompanie 104 (104 Commandotroepencompagnie)
- Kommandokompanie 105 (105 Commandotroepencompagnie)
- Kommandokompanie 108 (108 Commandotroepencompagnie)

#### Unterstützungseinheiten
Defensie Grondgebonden Luchtverdedigingscommando (Kommando Bodengebundene Luftverteidigung), in Vredepeel
 Operationeel Ondersteuningscommando Land (Kommando Operative Unterstützungseinheiten Land), in Apeldoorn
Das Kommando Operative Unterstützungseinheiten Land liefert die Kampfunterstützung und Logistik für die Brigaden durch Fernmeldekräfte, Elektronische Kampfführung, (Artillerie-)Aufklärung, Pionierkräfte, Logistiker, Sanitäter sowie ABC-Abwehr.
- Command & Control Unterstützungskommando (Command & Control Ondersteuningscommando), in Stroe
- Aufklärungskommando (Joint ISTAR Commando – JISTARC), in 't Harde
- Feuerunterstützungskommando (Vuursteun Commando), in 't Harde
- 1. Zivil-militärisches Kooperations Kommando (1 Civiel en Militair Interactiecommando), in Apeldoorn
- Versorgungs- und Transport Kommando (Bevoorrading en Transport Commando), in Stroe
- 101 Pionierbataillon (101 Geniebataljon), in Wezep
- 400 Sanitätsbataillon (400 Geneeskundig bataljon), in Ermelo
- Kampfmittelräumdienst (Explosieven Opruimingsdienst Defensie), in Soesterberg
- Unterstützungsgruppe Kommando Landstreitkräfte (Ondersteuningsgroep CLAS), in Arnhem

 Opleidings- en Trainingscommando (Ausbildungs- und Trainingskommando), in Amersfoort
Das Ausbildungs- und Trainingskommando ist für den Großteil der Ausbildung in der niederländischen Armee zuständig. Das Kommando bietet auch bestimmte Ausbildungskurse für die anderen Teile der Streitkräfte an. Die Schulungen reichen von Einzelschulungen bis hin zur Unterstützung von Einheiten bei der Ausbildung unter Einsatz von Simulationssystemen und Beobachtern/Trainern. Das Kommando hat Ausbildungszentren in Amersfoort, Eindhoven, Soesterberg und Vught.
 Materieellogistiek Commando (Kommando Materiallogistik), in Utrecht
Das Kommando Materiallogistik kümmert sich um die Wartung und Instandhaltung aller Bodensysteme der Streitkräfte und berät bei der Beschaffung von neuem Material und der Verbesserung bestehender Landsysteme. Die Einheit fungiert auch als Kompetenzzentrum für die fachgerechte Wartung dieser Systeme.
 Eerste Duits-Nederlandse Legerkorps (I. Deutsch-Niederländisches Corps), in Münster
Das I. Deutsch-Niederländisches Corps ist ein multinationaler Verband mit aktuell zwölf beteiligten Nationen. Federführend sind das deutsche und das niederländische Heer. Das Hauptquartier des Corps, das unter anderem aus dem I. Korps der Bundeswehr hervorging, befindet sich im westfälischen Münster.

## Zusammenarbeit mit der Bundeswehr
Sowohl das niederländische als auch das deutsche Heer beteiligen sich im Bedarfsfall mit je einer Division am I. Deutsch-Niederländischen Corps. Dessen Vorläufer waren auf deutscher Seite das I. Korps und auf niederländischer das 1e Legerkorps. Die Führung übernehmen abwechselnd ein deutscher und ein niederländischer General.
Die Niederlande haben zudem einen bedeutenden Teil ihres Heeres in das deutsche Heer eingegliedert. Für Ausbildung und Übung sind dazu die 11. luftbewegliche Brigade in die Division Schnelle Kräfte und die 43. mechanisierte Brigade in die 1. Panzerdivision eingegliedert. Das deutsche Heer hat wiederum das Panzerbataillon 414 dauerhaft der 43. mechanisierten Brigade unterstellt, wodurch die Niederlande wieder über ein Panzerbataillon mit Leopard 2 A6 verfügen. Die 4. Kompanie des Panzerbataillons wird dabei durch die niederländischen Streitkräfte gestellt und hat statt drei vier Züge mit insgesamt 16 statt 12 Kampfpanzern Leopard 2 A6.
Darüber hinaus nutzen beide Heere eine große Anzahl gleicher Großgeräte, wie z. B. den GTK Boxer, den Spähwagen Fennek, das MIM-104 Patriot-Flugabwehrsystem oder die Panzerhaubitze 2000. Für letztere erfolgt auch die Ausbildung der niederländischen Soldaten an der Artillerieschule der Bundeswehr.
Am 4. April 2018 wurde weiterhin die deutsche Flugabwehrraketengruppe 61 in Todendorf dem niederländischen Kommando Bodengebundene Luftverteidigung unterstellt. Gemeinsam arbeiten beide Seiten auch eng im Rahmen des Programms Apollo an der Entwicklung eines Luftverteidigungssystems für den Nah- und Nächstbereichsschutz (LVS NNbS).
Weitere Integrationsschritte und Projekte sind geplant (Stand Dezember 2020). Insgesamt darf die Zusammenarbeit beider Heere für die NATO und Europäische Union als einzigartig gelten.
Im Februar 2023 wurde bekannt, dass durch den deutschen Heeresinspekteur Alfons Mais und sein niederländisches Pendant Martin Wijnen eine Vereinbarung unterzeichnet wurde, die u. a. zum 1. April 2023 die Unterstellung der 13. leichten Brigade des niederländischen Heeres zur deutschen 10. Panzerdivision vorsieht. Damit sind dann alle niederländischen Brigaden in eine deutsche Division eingegliedert. Die Vereinbarung sieht darüber hinaus weitere Schritte hin zu einer Tiefenintegration beider Heere vor. Geplant ist u. a., dass die Zahl der Austauschoffiziere erhöht, Vorschriften weiter angeglichen und öfter identische oder mindestens kompatible Waffensysteme angeschafft werden sollen. Ziel ist es, die Interoperabilität der beiden Heere noch weiter zu verbessern.

## Ausrüstung

### Infanterie
Die Standardwaffe der Königlich Niederländischen Armee ist das Colt C7-Gewehr oder der Colt C8-Karabiner, hergestellt von Colt Canada. Diese Waffen wurden 2009 einer umfangreichen Modernisierung unterzogen. So erhielten sie sandfarbene Teile, einziehbare Kolben, Schienen zur Befestigung von Waffenzubehör und einen vertikalen Griff mit eingebautem Zweibein. Die Spezialeinheiten der Korps Commandotroepen verwenden modifizierte HK416-Karabiner und HK417 als Scharfschützengewehre. Die Standard-Sekundärwaffe innerhalb der gesamten Niederländische Streitkräfte ist die österreichische Glock 17-Pistole.
Scharfschützen, intern als Long-Range-Shooter (SLA) bezeichnet, sind mit dem Accuracy International Arctic Warfare Magnum-Scharfschützengewehr ausgestattet, das derzeit durch das Nachfolgemodell Accuracy International AX308 abgelöst wird. Ergänzt werden diese Gewehre durch das Anti-Materiel Rifle Barrett M82.
Unterstützendes Feuer wird von dem leichten Maschinengewehr FN Minimi, dem Universalmaschinengewehr FN MAG und dem FN M2 QCB von Browning geleistet. Indirekte Feuerunterstützung erfolgt durch M6 60 mm oder L16 81 mm Mörser.

### Panzertruppen/Aufklärung
Nach der Auflösung der niederländischen Panzertruppe wurde der Großteil der Kampfpanzer Leopard 2 (100 Stück) an Finnland verkauft. Es verblieben lediglich 18 Leopard 2A6M im Bestand, die schließlich Grundlage für eine niederländische Panzerkompanie wurden, welche in das deutsche Panzerbataillon 414 eingegliedert ist. Dieses ist wiederum der 43 Gemechaniseerde Brigade unterstellt.
Die Panzergrenadiere verwenden den schwedischen Schützenpanzer CV9035NL. Der GTK Boxer wird in mehreren Versionen querschnittlich eingesetzt. Aufklärungseinheiten verwenden den leicht gepanzerten Spähwagen Fennek, der auch in anderen Funktionen genutzt wird.

### Artillerie und Luftverteidigung
Das Feuerunterstützungskommando ist mit zwei Artilleriesystemen ausgestattet, drei Batterien mit PzH2000NL und eine Batterie mit dem Thomson-Brandt 120-mm-Mörser. Die Luftverteidigung auf lange Distanz erfolgt mit den MIM-104 Patriot-Flugabwehrsystemen, die beim Kommando Bodengestützte Luftverteidigung im Einsatz sind. Sowohl PAC-2 als auch PAC-3 Flugabwehrrakete sind im Einsatz. Darüber hinaus setzen die Landstreitkräfte auf kurzen bis mittleren Strecken die Systeme NASAMS 2, FIM-92 Stinger und das Nahbereichsradar TRML ein.
Im Oktober 2022 teilte das niederländische Verteidigungsministerium mit, dass 10 Panzerhaubitzen 2000 reaktiviert und Raketenartillerie beschafft werden soll. Ziel ist, dass sowohl die 13 Lichte Brigade als auch die 43 Gemechaniseerde Brigade über je ein Artilleriebataillon mit den vorher genannten Systemen verfügen soll. Im April 2023 wurde dann bekanntgegeben, dass die Beschaffung von 20 Exemplaren des Mehrfachraketenwerfers PULS vorgesehen ist.

### Gepanzerte und geländegängige Fahrzeuge
Für den Einsatz in Gebieten, die zusätzlichen Schutz erfordern, setzt das Heer den australischen Bushmaster als gepanzertes Radfahrzeug ein. Das Verteidigungsministerium hat kürzlich einen Auftrag an Iveco für den Kauf von 1175 neuen gepanzerten Radfahrzeugen erteilt. Diese neuen Fahrzeuge, genannt Medium Tactical Vehicle (MTV), werden voraussichtlich ab 2022 an die niederländischen Streitkräfte ausgeliefert. Mehrere Versionen des Mercedes-Benz G 'Wolf' sind bei den Streitkräften im Einsatz, darunter auch leicht gepanzerte Kampfversionen wie der VECTOR auf Basis des Mercedes-Benz G280 CDI.
Die Spezialeinheiten der Korps Commandotroepen nutzen das Geländefahrzeug VECTOR, das für und in Zusammenarbeit mit den Kommandos für den Einsatz in Spezialoperationen entwickelt wurde. Zukünftig soll ein großer Teil der Mercedes-Benz-Flotte jedoch durch den Volkswagen Amarok ersetzt werden, die für den täglichen Einsatz und für Friedenssicherungsmissionen verwendet werden. Als Ersatz für die veralteten Luchtmobiel Speciaal Voertuig (LSV) und Mercedes-Benz 290GD der 11 Luchtmobiele Brigade werden jedoch auch 515 neue 12 kN Air Assault Fahrzeuge auf der Basis des Mercedes-Benz G 'Wolf' beschafft. Dessen Karosserie inkl. weiterer Modifikationen wird durch die VDL Groep hergestellt. Für die Elektronische Kampfführung und die ABC-Abwehr wird der Radpanzer Fuchs eingesetzt.

### Pionier- und Logistikfahrzeuge
Das Pionierregiment verwendet mehrere Fahrzeuge, die auf dem Leopard 2 basieren, wie z. B. den Bergepanzer Büffel, die Panzerschnellbrücke Leguan und den Pionierpanzer Kodiak. Für den Transport von Gütern und Truppen sowie für andere logistische Aufgaben setzt die Armee verschiedene Typen von Vier-, Sechs-, Zehn- und Fünfzehn-Tonnen-Lkw ein. Diese Lkw sind hauptsächlich von den Marken DAF und Scania. Bei Einsätzen, die ein hohes Maß an Mobilität erfordern, können das luftverlastbare LSV, Motorräder von KTM AG und Suzuki-Quads eingesetzt werden.

### Unbemannte Aufklärungssysteme
Innerhalb des Heeres sind mehrere unbemannte Aufklärungssysteme im Einsatz. Dazu gehören die Systeme PD-100 Black Hornet, AeroVironment RQ-11B DDL Raven, Boeing Insitu ScanEagle, AeroVironment Wasp III, AeroVironment RQ-20 Puma und Boeing Insitu RQ-21 Blackjack im Einsatz. Ein großer Teil dieser Systeme ist bei der 107 Aerial Systems Battery des Joint ISTAR Commando (JISTARC) im Einsatz. Darüber hinaus verfügt die Einheit Robotik und Autonome Systeme (RAS) innerhalb der 11 Luchtmobiele Brigade über sechs unbemannte Bodensysteme Milrem THeMIS und zwei Rheinmetall Mission Master.

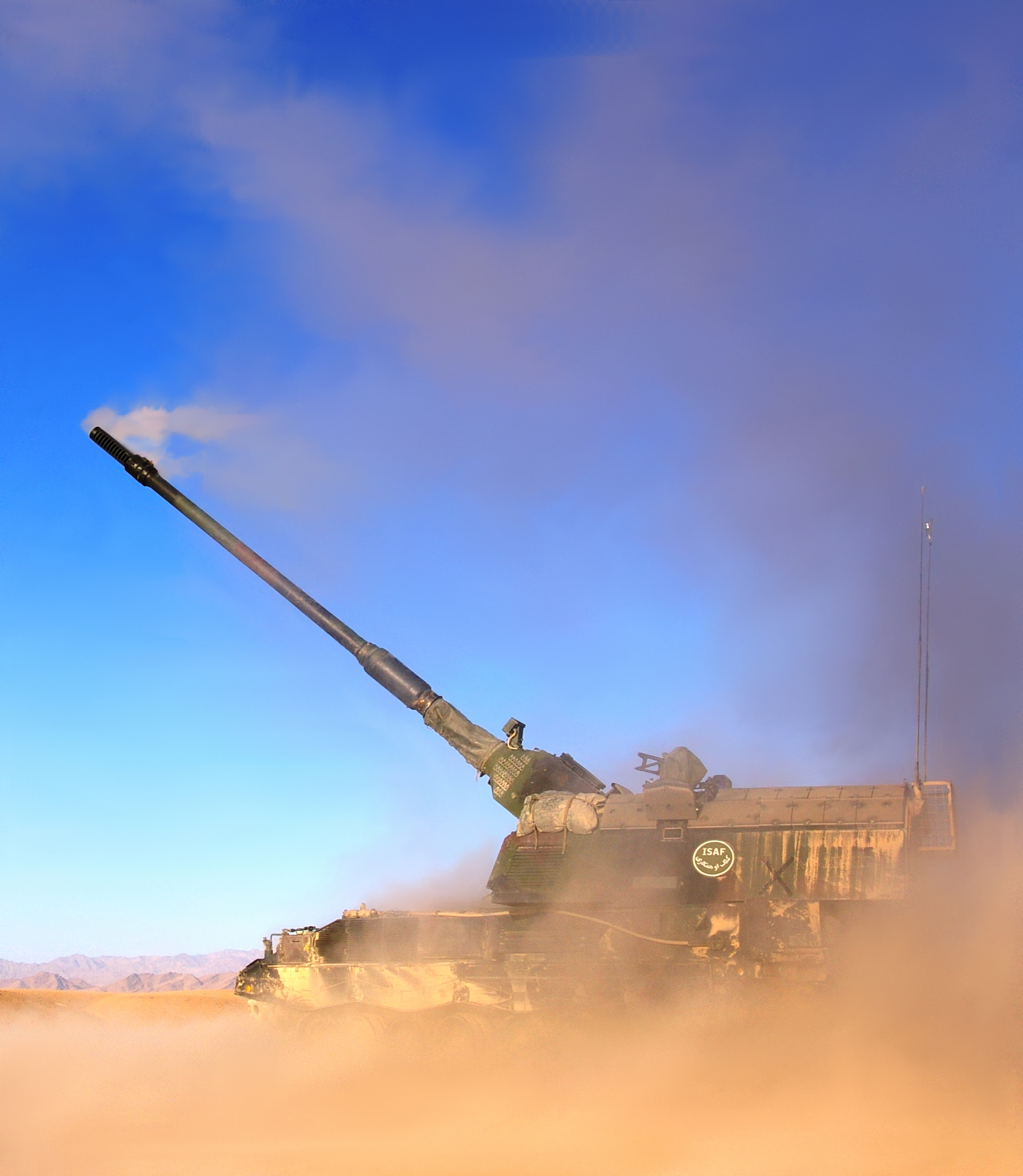
Panzerhaubitze 2000
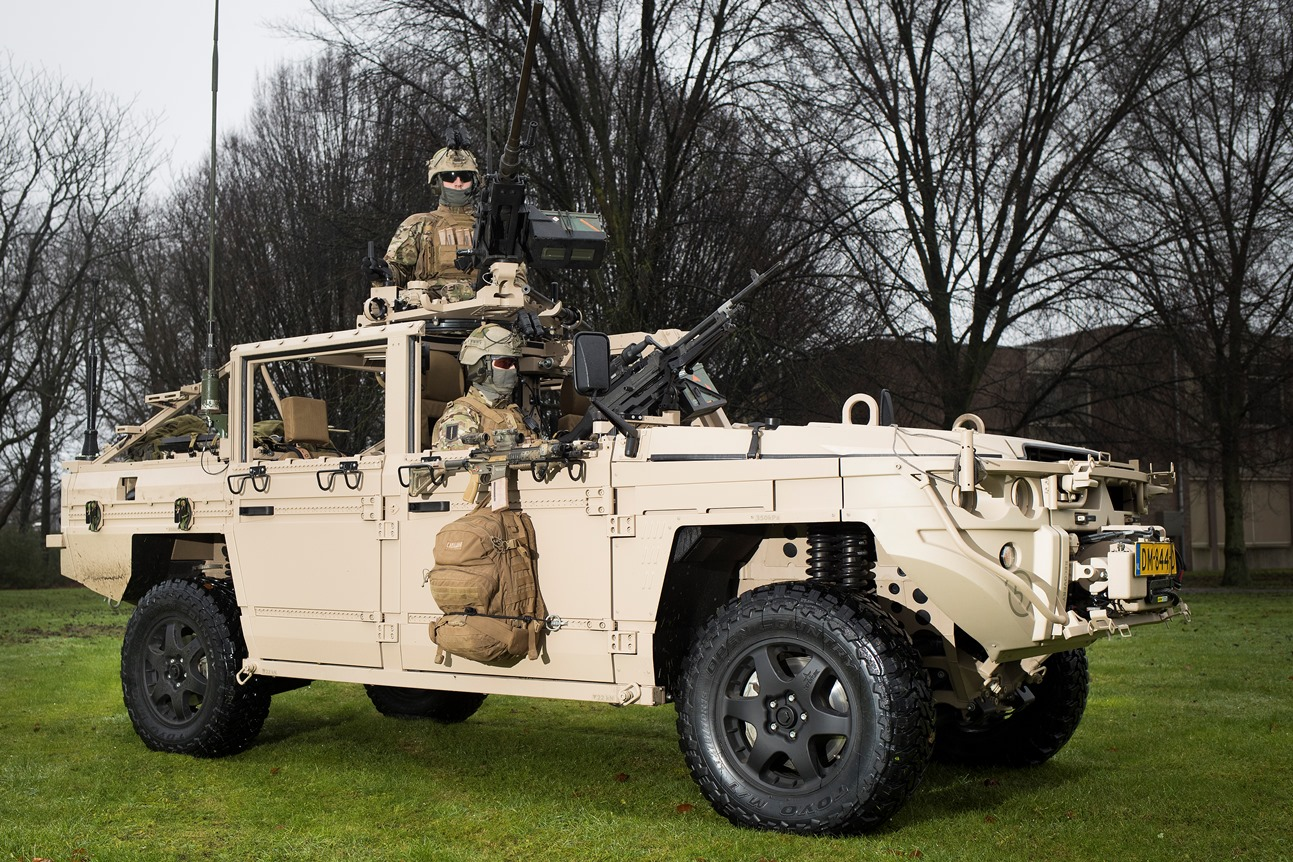
Defenture VECTOR
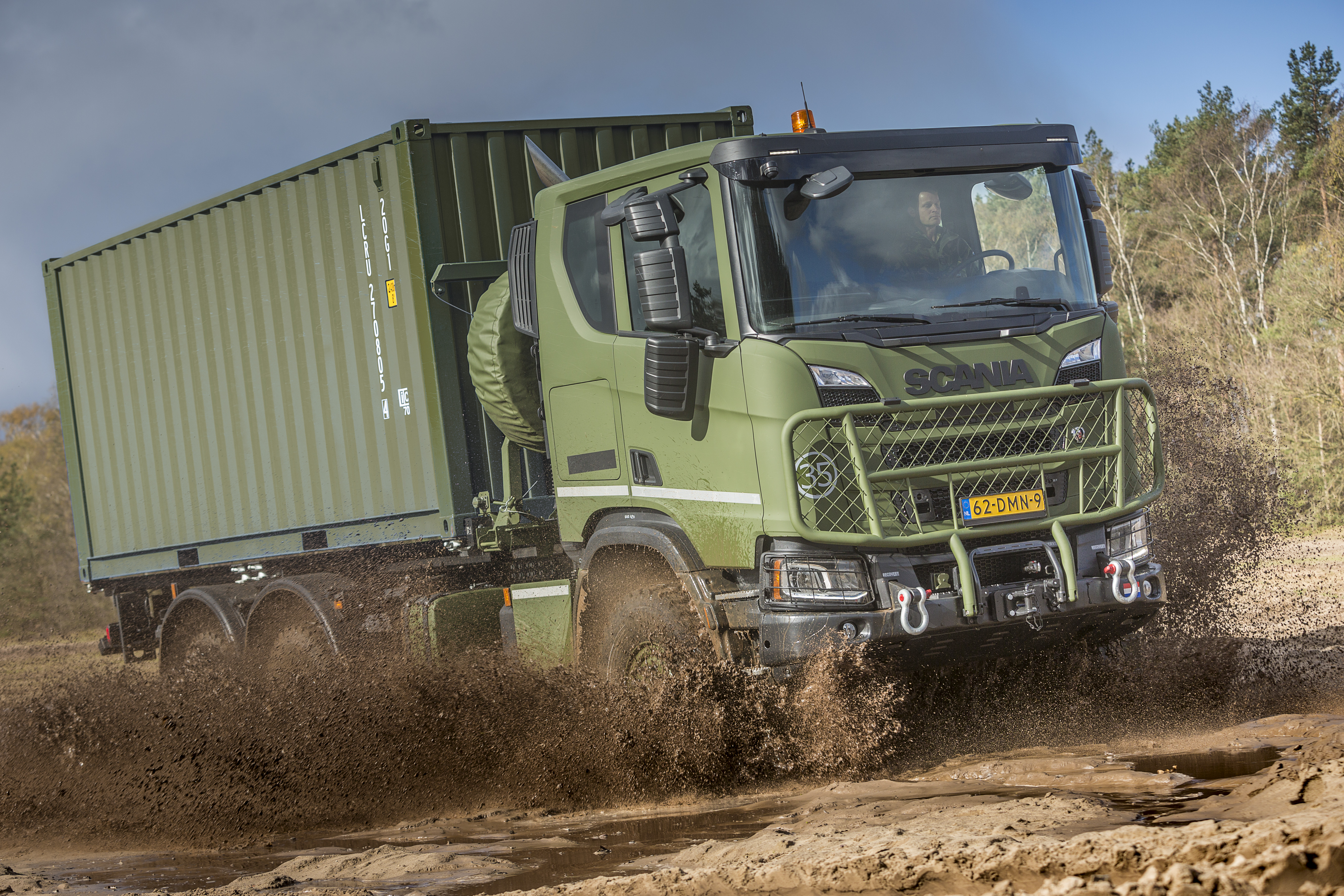
Scania Gryphus
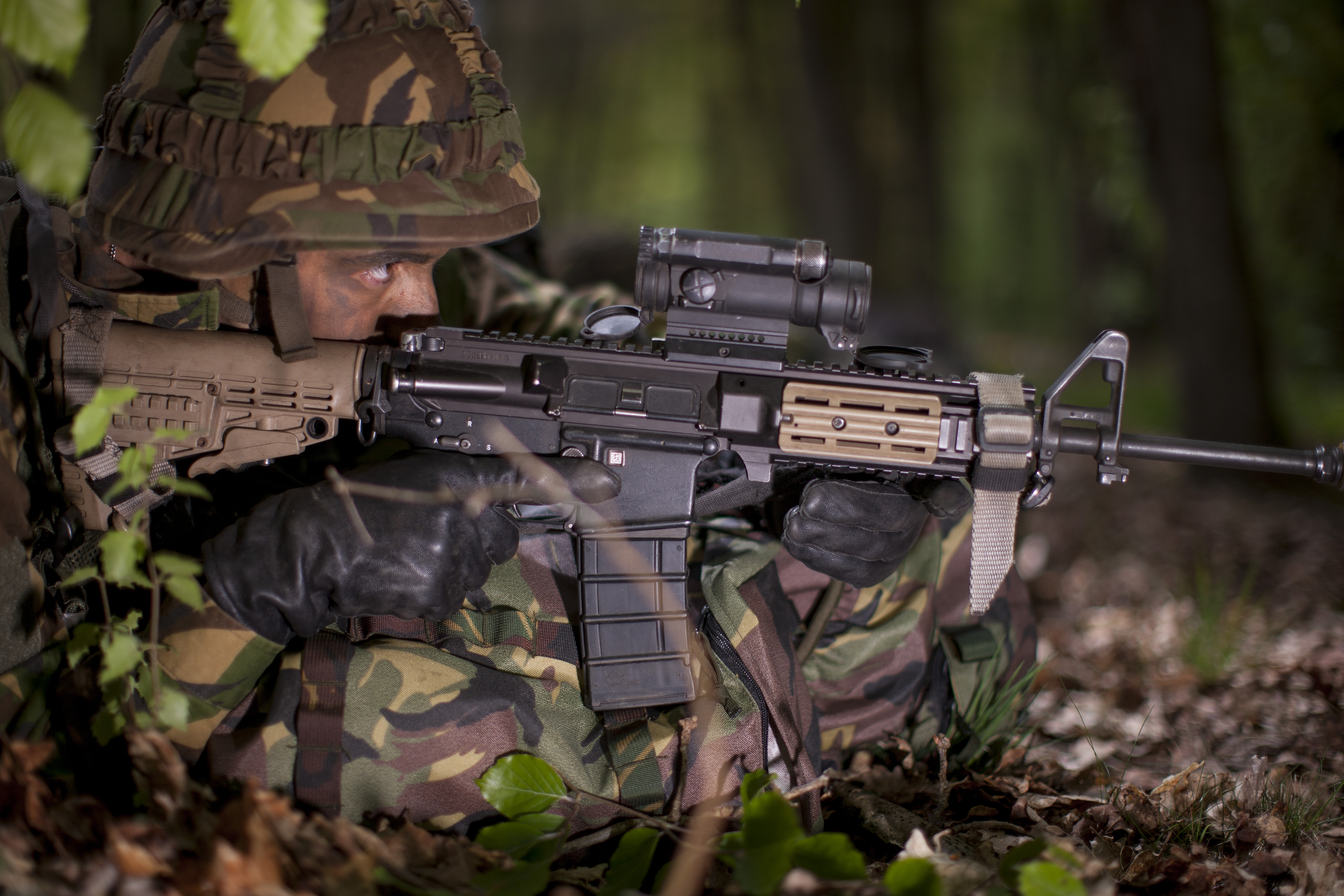
Colt C8NLD
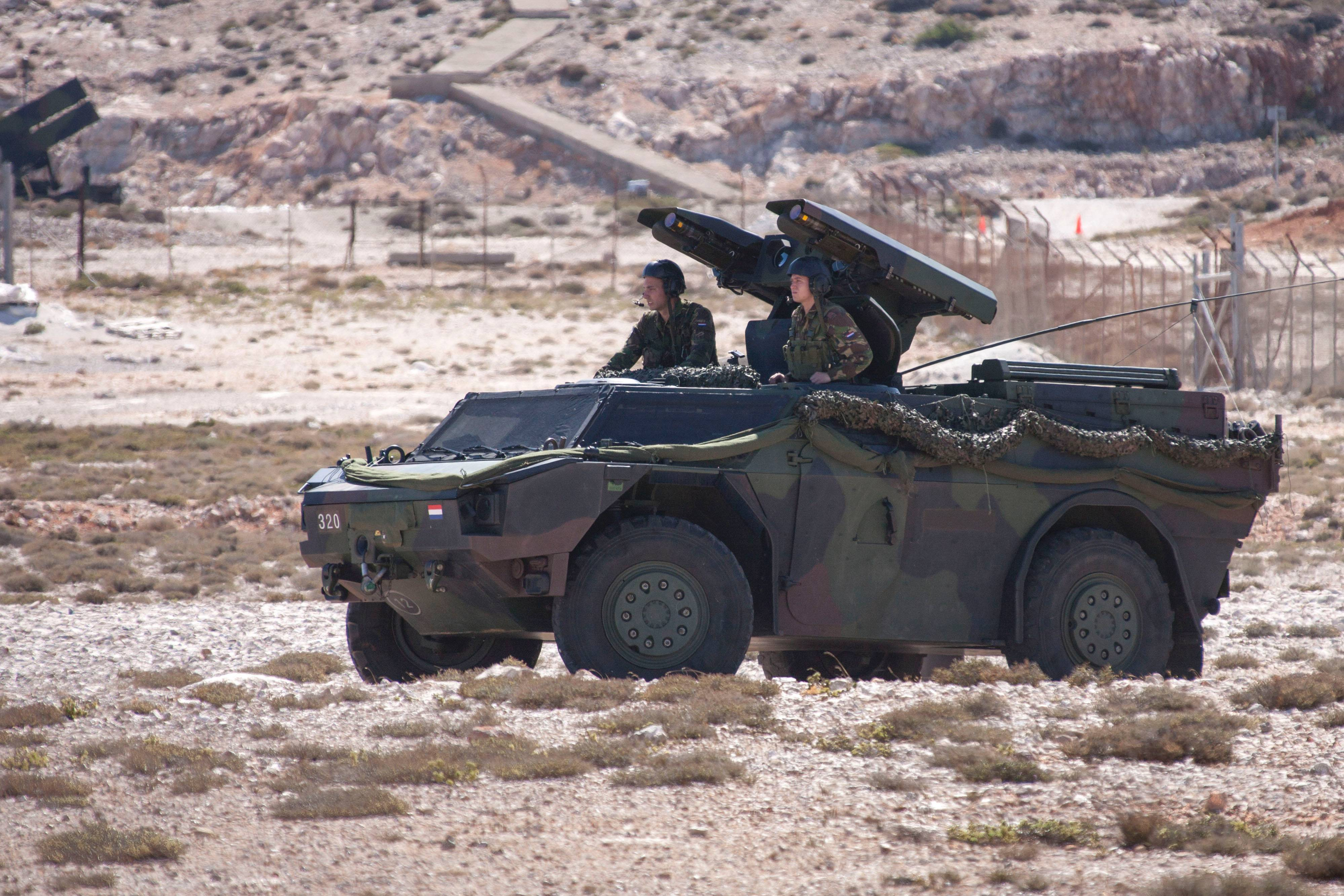
Spähwagen Fennek mit Stinger

### Übersicht genutzter Großgeräte
Nachfolgend eine Auswahl an Großgeräten gemäß den Angaben auf der Homepage des niederländischen Verteidigungsministeriums und des niederländischen Heeres (Stand Juni 2022):
Gepanzerte Fahrzeuge:
- Kampfpanzer
  - 18 Leopard 2A6NL (geleast; als niederländische Kompanie im deutsch-niederländischen PzBtl 414 in Bergen-Hohne)
- Schützenpanzer
  - 149 CV9035NL + Zusatzpanzerung (88 Fahrzeuge sind bei den Panzergrenadieren im Einsatz, 29 werden zu Schulungszwecken genutzt und 32 sind beim Lieferanten eingelagert)
- Aufklärungsfahrzeuge
  - 367 Fennek (werden modernisiert, nach Ende der Modernisierung 2028 sollen nur noch 345 Fenneks im Dienst stehen)
- Transportpanzer
  - 102 Bushmaster
  - 200 GTK Boxer (36 Führungsfahrzeuge, 52 Sanitätsfahrzeuge, 92 Pionierfahrzeuge, 12 Transportfahrzeuge und 8 Fahrschulfahrzeuge)
  - 1275 Iveco Medium Tactical vehicle (bestellt)
- Elektronische Kampfführung
  - 14 Fuchs (Ab 2021 soll in Zusammenarbeit mit Deutschland nach einem Nachfolgemodell gesucht werden.)
- Pionierpanzer
  - 8 Panzerschnellbrücke Leguan (ersetzen die veralteten Brückenlegepanzer Biber)
  - 4 Brückenlegepanzer Biber (auf dem Fahrgestell des Leopard 1, werden ersetzt)
  - 10 Pionierpanzer Kodiak
  - 25 Bergepanzer Büffel
- ABC-Abwehr
  - 6 Fuchs (sollen 2022 durch 12 neue Einheiten ersetzt werden)

Artillerie:
- 24 Panzerhaubitze 2000 (Erhöhung auf 34 geplant; insgesamt wurden 57 Stück beschafft)